# San Antonio de Morales
San Antonio de Morales es una población del estado mexicano de Guanajuato, que forma parte del municipio de Santa Cruz de Juventino Rosas. Es parte de la Zona metropolitana de Celaya.

## Localización y demografía
San Antonio de Morales se encuentra el sureste del territorio del municipio de Santa Cruz de Juventino Rosas y del estado de Guanajuato. Se encuentra a unos diez kilómetros al oeste de la ciudad de Celaya y a unos veinte al sureste de la cabecera municipal, la población de Juventino Rosas. Se localiza casi en los límites que forman los polígonos de su municipio y el municipio de Celaya y el municipio de Villagrán. Hay en su entorno otras pequeñas poblaciones rurales como Santa Rosa de Lima, San José de Guanajuato y San Isidro de Elguera.
Sus coordenadas geográfica son 20°34′53″N 100°54′34″O / 20.58139, -100.90944 y se encuentra a una altitud de 1 747 metros sobre el nivel del mar. Tiene una población de acuerdo al Censo de Población y Vivienda realizado en 2010 por el Instituto Nacional de Estadística y Geografía de 1 808 personas, que son 953 mujeres y 855 hombres.